# Joni Puurula
Joni Puurula, född 4 augusti 1982 i Karleby, är en finländsk professionell ishockeymålvakt.